# Alice T. Schafer
Alice T. Schafer, née le 18 juin 1915 à Richmond en Virginie et morte le 27 septembre 2009, est une mathématicienne américaine. Elle a été l'une des membres fondatrices de l'Association for Women in Mathematics (Association des femmes en mathématiques) en 1971.

## Biographie
Elle commence des études supérieures dans sa ville natale de Richmond, puis les continue à l'université de Chicago où elle obtient un doctorat de mathématiques en 1942.
Elle devient professeur au Swarthmore College, puis à l'université du Michigan.
En 1962, elle rejoint le Wellesley College qui est une université privée féminine en sciences humaines située à Wellesley, près de Boston, aux États-Unis.
En 1971, Alice T. Schafer est l'une des membres fondatrices de l'Association for Women in Mathematics. Elle est élue en tant que deuxième présidente de l'association de 1973 à 1975, succédant à la mathématicienne Mary Gray.
En 1990, l'Association des femmes en mathématiques (Association for Women in Mathematics) crée le « prix Alice T. Schafer de mathématiques », en son honneur pour son travail consacré à l'augmentation de la participation des femmes dans le domaine des mathématiques.
En 1996, elle termine sa carrière d'enseignante et prend sa retraite, à 81 ans.